# Puerto Moresby
Puerto Moresby (en inglés: Port Moresby, AFI: [ˌpɔːrt ˈmɔːrzbi]; en tok pisin: Pot Mosbi) es la capital de Papúa Nueva Guinea, y su mayor aglomeración de población contando su área metropolitana que se extiende por todo el Distrito Capital Nacional. La ciudad está situada en las costas del golfo de Papúa, en la costa sureste de la isla de Nueva Guinea. La ciudad es a su vez la capital de la provincia Central, de la que está rodeada en la región de Papúa, aunque realmente no pertenece a esta ya que por sí sola forma el Distrito Capital Nacional.
El primer europeo que llegó a la zona donde se asienta Puerto Moresby fue el capitán británico John Moresby en 1873, año en que fue fundada, y quien le dio nombre a la ciudad en honor de su padre, el almirante sir Fairfax Moresby.
Esta ciudad es considerada la ciudad más peligrosa del mundo, según un informe presentado por el programa de la ONU para los Asentamientos Humanos.

## Historia

### Antes de la colonización europea
La zona que ocupa Puerto Moresby estaba ocupada por los motuanos, nativos de Papúa, que comerciaban intercambiando vasijas por sagú, alimentos y grandes canoas, realizando viajes desde Hanuabada y otras poblaciones. También tenían relaciones con otros pueblos vecinos de la provincia del Golfo, creando fuertes lazos comerciales y familiares, debidos a matrimonios mixtos.
Las expediciones hiri eran de gran escala. En cada viaje podían intervenir hasta 20 canoas o lakatoi con unos 600 tripulantes, y con una carga de unas 20.000 vasijas. Para los motuanos, las hiri no era solamente una empresa económica, sino que también servían para reforzar su identidad como tribu gracias a la peligrosidad de los largos viajes. Estos viajes son conmemorados cada año mediante el Hiri Moale Festival que se celebra cada septiembre en Ela Beach.

### Colonización europea

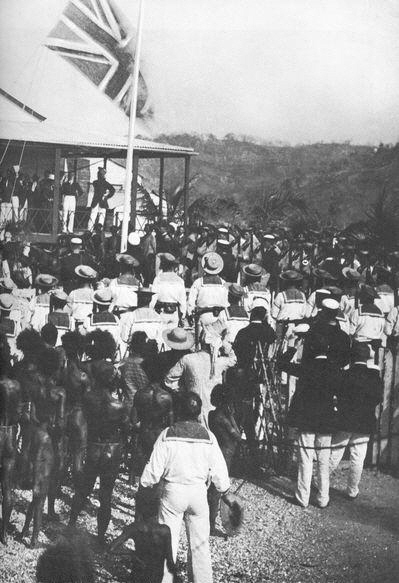
Bandera británica en Port Moresby en 1883.

La zona ya era un importante centro de comercio cuando el capitán John Moresby, del navío HMS Basilisk, llegó por primera vez a la zona en la que se asienta Port Moresby en 1873. Los británicos se habían aventurado a través del Mar del Coral, hasta el extremo oriental de Nueva Guinea, encontrando previamente tres islas desconocidas hasta entonces. A las 10 de la mañana del 20 de febrero de 1873, John Moresby reclamó para el Reino Unido la posesión de las tierras encontradas, llamadas así en honor de su padre, el almirante sir Fairfax Moresby. Moresby llamó al tramo interior Fairfax Harbour, y al resto Port Moresby. 
El asentamiento europeo del lugar no se produjo hasta una década más tarde, en 1883, cuando la parte sureste de Nueva Guinea fue anexionada al Imperio británico. La Nueva Guinea británica pasó a la recientemente establecida Mancomunidad de Australia en 1906, y pasó a denominarse Papúa. Desde entonces y hasta 1941 Port Moresby experimentó un lento crecimiento. El crecimiento mayor se produjo en la península, donde las infraestructuras portuarias y otros servicios fueron gradualmente mejorados. La electricidad se introdujo en 1925 y el servicio de agua potable corriente fue instalado en 1941.

### La Segunda Guerra Mundial
Durante la Segunda Guerra Mundial muchos papuanos volvieron a sus aldeas o fueron evacuados a campos de refugiados lejanos a Port Moresby cuando se vislumbró una posible invasión japonesa. La ciudad fue convertida en una importante base aliada donde se instalaron miles de soldados, ya que era el último bastión en la isla y la última defensa entre las posiciones japonesas y Australia. Este papel clave la convirtió en el objetivo de la invasión de la flota japonesa en mayo de 1942, detenida en la batalla del Mar del Coral. Muchos papuanos se alistaron como transportistas para dar apoyo a las tropas aliadas. Como resultado, las poblaciones en Port Moresby se deterioraron y tras la guerra Port Moresby tuvo que ser reconstruida. 
En 1945, se creó el Territorio de Papúa y Nueva Guinea tras la unión bajo una misma administración australiana de Papúa y la antigua colonia alemana de Nueva Guinea. Port Moresby pasó a ser considerada la capital del nuevo territorio y el foco de expansión de los servicios públicos.

### Capital de Papúa Nueva Guinea
En septiembre de 1975, Puerto Moresby se convirtió en la capital del Estado independiente de Papúa Nueva Guinea. En el barrio de Waigani se construyeron nuevos edificios del gobierno para albergar los departamentos de este, incluyendo un espectacular edificio para el Parlamento Nacional inaugurado en 1984, que combina un diseño tradicional con modernas tecnologías de construcción. En Waigani también se encuentran el Museo y la Biblioteca nacional.
En las afueras de la ciudad se encuentra el Jardín Botánico de la Capital Nacional con una selva tropical, jardín botánico, y zoológico, donde se puede conocer la rica flora y fauna de Papúa Nueva Guinea.

## Clima
Puerto Moresby tiene un clima tropical húmedo y seco con temperaturas relativamente constantes durante todo el año. La temporada de lluvias comienza en diciembre y termina en mayo, mientras que la estación seca abarca los seis meses restantes. El promedio de precipitación anual de Port Moresby es de poco más de 1000 mm. Las temperaturas medias diarias oscilan de 28 a 32 °C dependiendo de la época del año, mientras que la temperatura mínima media muestra muy poca variación estacional, situándose en torno a los 26 °C. La ciudad tiende a ser un poco más fría durante la época seca.
| Parámetros climáticos promedio de Port Moresby, Papúa Nueva Guinea | Parámetros climáticos promedio de Port Moresby, Papúa Nueva Guinea | Parámetros climáticos promedio de Port Moresby, Papúa Nueva Guinea | Parámetros climáticos promedio de Port Moresby, Papúa Nueva Guinea | Parámetros climáticos promedio de Port Moresby, Papúa Nueva Guinea | Parámetros climáticos promedio de Port Moresby, Papúa Nueva Guinea | Parámetros climáticos promedio de Port Moresby, Papúa Nueva Guinea | Parámetros climáticos promedio de Port Moresby, Papúa Nueva Guinea | Parámetros climáticos promedio de Port Moresby, Papúa Nueva Guinea | Parámetros climáticos promedio de Port Moresby, Papúa Nueva Guinea | Parámetros climáticos promedio de Port Moresby, Papúa Nueva Guinea | Parámetros climáticos promedio de Port Moresby, Papúa Nueva Guinea | Parámetros climáticos promedio de Port Moresby, Papúa Nueva Guinea | Parámetros climáticos promedio de Port Moresby, Papúa Nueva Guinea |
| Mes                                                                | Ene.                                                               | Feb.                                                               | Mar.                                                               | Abr.                                                               | May.                                                               | Jun.                                                               | Jul.                                                               | Ago.                                                               | Sep.                                                               | Oct.                                                               | Nov.                                                               | Dic.                                                               | Anual                                                              |
| ------------------------------------------------------------------ | ------------------------------------------------------------------ | ------------------------------------------------------------------ | ------------------------------------------------------------------ | ------------------------------------------------------------------ | ------------------------------------------------------------------ | ------------------------------------------------------------------ | ------------------------------------------------------------------ | ------------------------------------------------------------------ | ------------------------------------------------------------------ | ------------------------------------------------------------------ | ------------------------------------------------------------------ | ------------------------------------------------------------------ | ------------------------------------------------------------------ |
| Temp. máx. abs. (°C)                                               | 36.2                                                               | 36.1                                                               | 35.4                                                               | 34.2                                                               | 33.8                                                               | 33.9                                                               | 26.3                                                               | 28.8                                                               | 34.8                                                               | 35.5                                                               | 36.3                                                               | 36.3                                                               | 36.3                                                               |
| Temp. máx. media (°C)                                              | 32.1                                                               | 31.6                                                               | 31.4                                                               | 31.3                                                               | 31.0                                                               | 30.3                                                               | 29.9                                                               | 30.3                                                               | 31.0                                                               | 32.0                                                               | 32.5                                                               | 32.4                                                               | 31.3                                                               |
| Temp. media (°C)                                                   | 27.4                                                               | 27.3                                                               | 27.1                                                               | 27.0                                                               | 26.9                                                               | 26.1                                                               | 25.7                                                               | 26.1                                                               | 26.5                                                               | 27.5                                                               | 27.6                                                               | 27.8                                                               | 26.9                                                               |
| Temp. mín. media (°C)                                              | 23.7                                                               | 23.5                                                               | 23.4                                                               | 23.5                                                               | 23.5                                                               | 23.1                                                               | 22.4                                                               | 22.6                                                               | 23.2                                                               | 23.5                                                               | 23.6                                                               | 23.7                                                               | 23.3                                                               |
| Temp. mín. abs. (°C)                                               | 20.4                                                               | 18.8                                                               | 18.3                                                               | 16.8                                                               | 14.5                                                               | 14.5                                                               | 5.4                                                                | 7.8                                                                | 14.4                                                               | 16.3                                                               | 16.0                                                               | 19.6                                                               | 10.4                                                               |
| Precipitación total (mm)                                           | 192.2                                                              | 140.6                                                              | 189.8                                                              | 105.2                                                              | 56.2                                                               | 21.6                                                               | 13.8                                                               | 12.0                                                               | 14.4                                                               | 15.2                                                               | 40.0                                                               | 97.8                                                               | 898.8                                                              |
| Días de precipitaciones (≥ 0.1 mm)                                 | 18                                                                 | 16                                                                 | 18                                                                 | 11                                                                 | 9                                                                  | 6                                                                  | 4                                                                  | 4                                                                  | 5                                                                  | 5                                                                  | 6                                                                  | 12                                                                 | 114                                                                |
| Horas de sol                                                       | 182                                                                | 158                                                                | 184                                                                | 200                                                                | 211                                                                | 200                                                                | 203                                                                | 222                                                                | 213                                                                | 231                                                                | 243                                                                | 216                                                                | 2463                                                               |
| Humedad relativa (%)                                               | 79                                                                 | 81                                                                 | 81                                                                 | 82                                                                 | 81                                                                 | 79                                                                 | 77                                                                 | 76                                                                 | 76                                                                 | 76                                                                 | 75                                                                 | 77                                                                 | 78                                                                 |
| Fuente n.º 1: World Meteorological Organization                    |                                                                    |                                                                    |                                                                    |                                                                    |                                                                    |                                                                    |                                                                    |                                                                    |                                                                    |                                                                    |                                                                    |                                                                    |                                                                    |
| Fuente n.º 2: Deutscher Wetterdienst                               |                                                                    |                                                                    |                                                                    |                                                                    |                                                                    |                                                                    |                                                                    |                                                                    |                                                                    |                                                                    |                                                                    |                                                                    |                                                                    |

## Demografía
La población ha crecido rápidamente desde la independencia. En 1980 el censo registraba unos 120.000 habitantes, habiendo aumentado hasta unos 195.000 en 1990 y unos 254.000 en 2000.
En 2004, la ciudad fue clasificada como el peor lugar del mundo para vivir en la clasificación de 130 capitales mundiales de la Economist Intelligence Unit. Los altos niveles de violaciones, robos y asesinatos, y las grandes áreas de la ciudad controladas por bandas de delincuentes, conocidas localmente como raskols, fueron citadas en el informe. Según un artículo publicado por el diario The Guardian en 2004, los niveles de desempleo se estimaban entre un 60 y un 90%, y los de asesinatos eran tres veces los de Moscú y 23 veces los de Londres. Sin embargo, un estudio similar publicado en abril de 2007 por Mercer Consulting ponía a Bagdad como el peor lugar para vivir.

## Educación e investigación

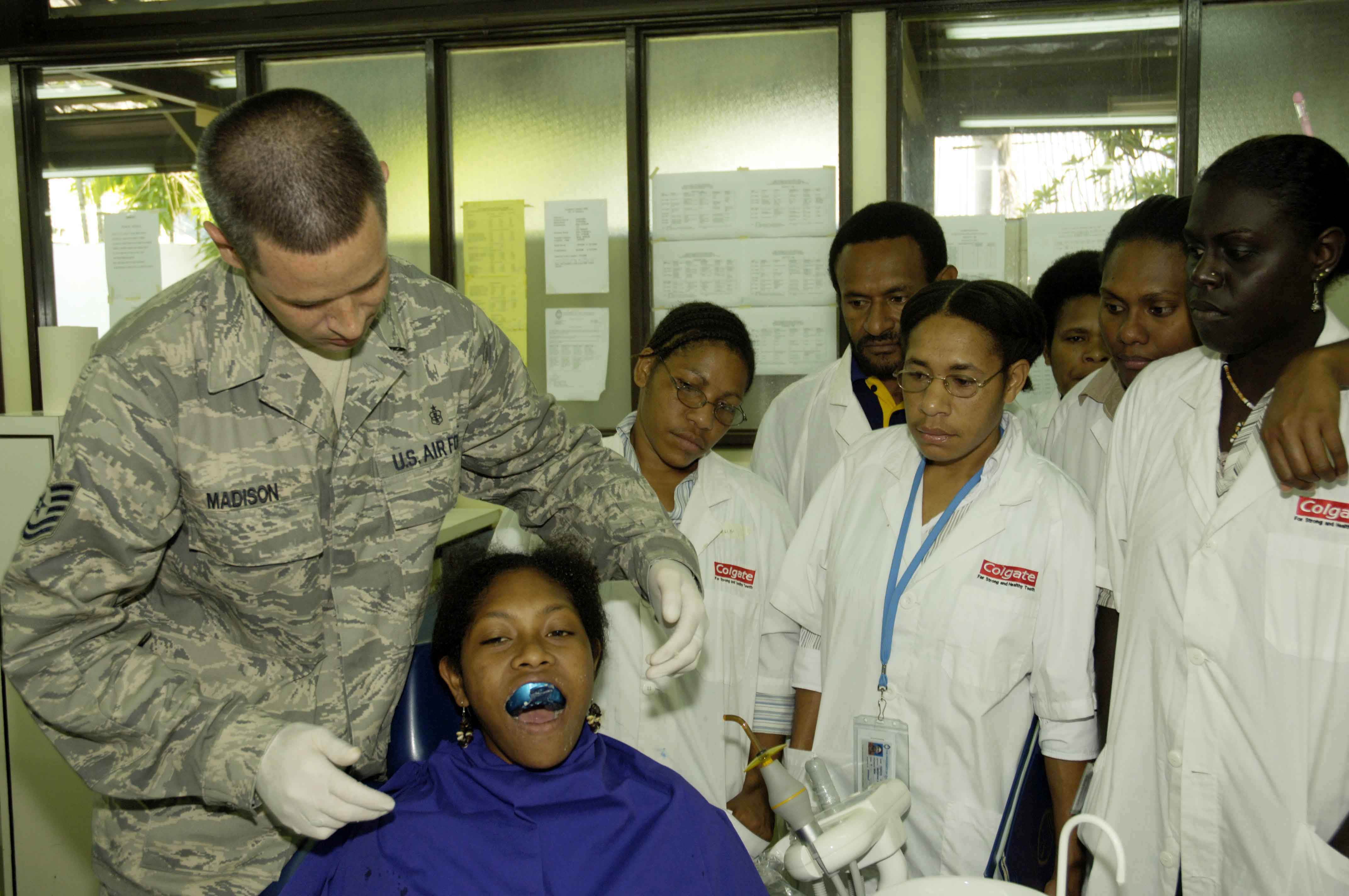
Formación de dentistas en un barco hospital de la flota estadounidense del Pacífico.

Una gran parte de la población rural es analfabeta, especialmente las mujeres. Las escuelas de la capital han sido tradicionalmente gestionadas por la iglesia. El sistema escolar está en consonancia con el sistema de enseñanza inglés, donde coexisten escuelas privadas y escuelas públicas.
La Universidad de Papúa Nueva Guinea se estableció en 1965 y se unió al grupo de Universidades de la Commonwealth. Es la institución educativa de más alto rango en Papúa Nueva Guinea y es la primera universidad en Oceanía. Se encuentra en la periferia norte de la ciudad. Actualmente, acoge a cerca de 15.000 estudiantes que asisten a la institución educativa, la cual cuenta con 13 facultades e institutos.
Hay un apoyo importante a la formación por parte de las instituciones médicas educativas estacionadas en el puerto por las fuerzas navales internacionales. Por lo tanto en Puerto Moresby se puede encontrar regularmente un buque hospital de la Flota del Pacífico de Estados Unidos, lo que permite una mejor educación y formación de médicos y enfermeras locales con tecnología moderna.
En la ciudad existen otros institutos de investigación nacionales e internacionales, entre los que se cuenta el NRI o Instituto Nacional de Investigación de Papúa Nueva Guinea. Fundado en 1961 como una rama de la Universidad Nacional de Australia, se ocupa de trabajar e investigar en el enfoque del desarrollo económico, político y social del país.

## Barrios

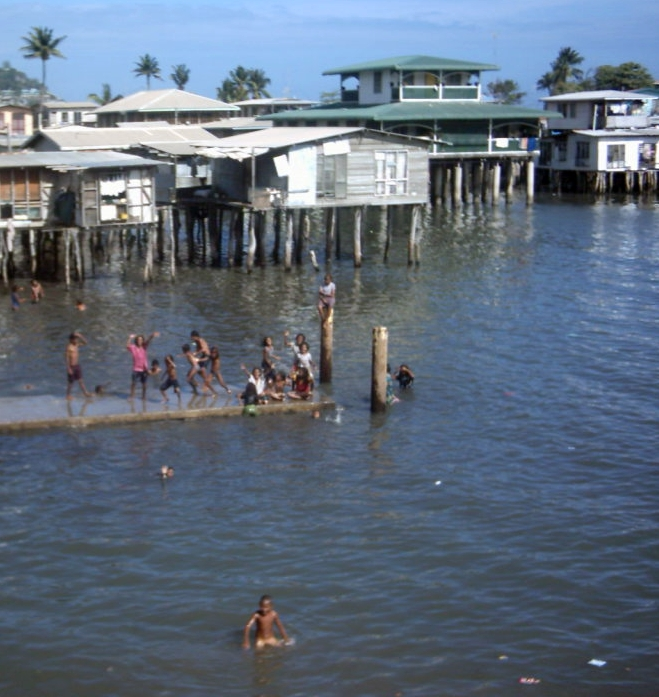
Imagen del barrio de Koki.

Puerto Moresby se refiere tanto a la zona urbanizada del Distrito Capital Nacional como más específicamente a la zona financiera, conocida localmente como Town. Otros barrios de Puerto Moresby son: Koki, con su popular mercado de productos frescos, Newtown, Konedobu, Kaevaga, Badili, Gabutu, Kila, Matirogo, Three Mile, Kaugere, Sabama, Korobosea, Four Mile, Hohola, Hohola North, Boroko, la mayor zona de tiendas de Puerto Moresby, Gordon, Gordon North, Erima, Saraga, Waigani, Morata y Gerehu. Dentro del distrito se encuentran también otras poblaciones, como Hanuabada, que es la mayor población del país.

## Transporte
Puerto Moresby cuenta con los servicios del Aeropuerto Internacional Jacksons, desde donde operan Air Niugini (la aerolínea nacional de Papúa Nueva Guinea) y otras compañías como Qantas. El aeropuerto tiene vuelos internacionales a Brisbane, Cairns, Honiara, Manila, Singapur, Sídney y Tokio. Puesto que no todo el país está conectado mediante autopistas, hay numerosos vuelos nacionales que conectan Port Moresby con otras poblaciones del país a las que no se puede llegar en autobús.

## Ciudades hermanadas
Puerto Moresby está hermanada con:
- Jinan, China (desde el 28 de septiembre de 1988).
- Townsville, Australia (desde 1983).
- Darwin, Australia.

Puerto Moresby está asociada con:
- Jayapura, Indonesia.